# Каркассонн (фортеця)
Фортеця Каркассонн, або  Сіте́ (фр. Cité de Carcassonne, ville fortifiée de Carcassonne) — середньовічний архітектурний ансамбль, розташований у французькому місті Каркассонн на території департаменту Од. Фортеця стоїть на правому березі річки Од на південний схід від сучасного міста.

## Географічне розташування
Фортеця Каркассонн розташована на правобережжі Од і височіє над сучасним містом Каркассонн, що розташоване на захід від Сіте. Середньовічна фортеця була споруджена між Чорною горою та Піренеями на шляху між Середземним морем та Атлантичним океаном. Таким чином, фортеця й саме місто Каркассонн мали важливе стратегічне значення на півдні Франції, контролюючи прохід на півночі до Чорної гори, на півдні — до Корбьєр, на заході до рівнині Лораге та на сході до виноградарської місцевості, що простяглася до Середземного моря.
Фортеця побудована на краю невеликого плато, розташованого на висоті 150 м над сучасним Каркассонном. Плато починається біля підніжжя гірського масиву Корб'єр на висоті 260 м, потім на території Сіте знижується до 148 м, а біля берегів річки Од має висоту всього 100 м над рівнем моря. Із західного боку схил доволі крутий, тому доступ до фортеці для можливих ворогів з цього боку був утруднений. Мирні відвідувачі та нападники підходили до міста переважно пологим східним схилом. Тому найважливіші оборонні споруди та механізми було розміщено саме з цього боку.

## Історія
Фортеця Каркассонн веде свій початок з фортифікаційних споруд гало-римського періоду. Фортеця оточена подвійним рядом мурів, довжина яких становить близько 3 км. Над мурами височать 52 вежі. На території міста розташований графський замок та базиліка Святого Назарія.
1247 року фортеця Каркассонн була захоплена військом Французького королівства й тривалий час була важливим форпостом на кордоні з Арагонським королівством.
1659 року за Піренейським договором провінція Руссійон стала частиною Франції й місто втратило своє стратегічне значення. Фортеця прийшла з часом в занепад, а саме місто Каркассонн стало важливим центром текстильного виробництва, зокрема виробництва вовни.
1849 року французький уряд вирішив зруйнувати фортифікаційні споруди Каркассонна, проте це рішення викликало значний спротив місцевого населення. Археолог Жан-П'єр Кро-Мерв'єй та письменник Проспер Меріме розгорнули широку кампанію за визнання Каркассоннської фортеці історичною пам'яткою. З часом уряд скасував своє рішення, й 1853 року почалися реставраційні роботи комплексу. Реконструкція проводилася під керівництвом відомого архітектора Ежена Віолле-ле-Дюка. Проект реконструкції Віолле-ле-Дюка ще за його життя різко критикувався, як невідповідний до клімату й традицій регіону. Після його смерті 1879 року реставраційні роботи продовжив його учень Поль Бесвільвальд, а пізніше — архітектор Ноде. Реставрацію було завершено наприкінці XIX століття.
З 1997 року Сіте входить до Списку світової спадщини ЮНЕСКО. Замок, фортифікаційні будови, ристалище та вежі перебувають у власності держави і є історичними пам'ятками Франції. Інша частина Сіте знаходиться в управлінні муніципальної влади.